# 京阪バス枚方営業所
京阪バス枚方営業所（けいはんバスひらかたえいぎょうしょ）は、大阪府枚方市山田池北町にある京阪バスの営業所。
社用車に記してある略称は「枚」である。

## 概要
京阪バス営業所の中で最も所属車両台数が多い。一方で営業エリアは枚方市東部と中部および北部の一部・京田辺市のごく一部のみで、路線総延長もそれほど長くない。また現在の定期一般路線の管轄数はわずか3路線であり、京阪バス全営業所中、走行自治体数・一般路線の管轄数は大津営業所に次いで少ない。出屋敷線・枚方尊延寺線の2つが本数・系統数ともに京阪バス最高クラスの主要路線であり、一路線あたりの運用数の多さが所有台数の多さの要因となっている。
なお1985年に洛南営業所から宇治・久御山・淀・竹田駅西口・京都駅八条口以南地区などの路線が当営業所に移管されたことで、1996年までは管轄エリアも京阪バスの営業所の中で最も広かった。このほか、枚方高槻線のごく一部のみを担当していた時期もある。
2度の移転を経験しており、現在の設備は京阪バス営業所中で最も新しい。現在地には元々京阪電気鉄道スポーツセンターが立地していた。営業所最寄りの停留所は「山田池団地」。

## 沿革
- 1967年（昭和42年）：枚方市禁野町から出屋敷西町1-8-1（国道1号沿い）へ移転。
- 2002年（平成14年）3月9日：ダイヤ改正。管内ほぼ全系統で経路番号を変更。
- 2008年（平成20年）10月：管内でPiTaPaの利用が可能となる。
- 2025年（令和7年）3月23日：現在地へ移転[2]。

## 現行路線
主要ターミナルは枚方市駅（北口・南口）・長尾駅など。該当項目及び節も参照。
運賃は特記がなければ「1区」大人250円・小児130円である。

### 出屋敷線
枚方市の中心市街地から甲斐田・田口・出屋敷・山田池・長尾谷町といった地域や関西外国語大学などを経由しつつ市中部を東西に横断して各拠点を結ぶ。枚方市内で路線網が完結していながら乗降客数・系統数ともに京阪バスでは最大クラスの規模を持つ最主要路線の1つ。
路線の広範囲で府道144号を走行し、枚方市駅 - 長尾駅間を結ぶ系統は同府道をほぼ完走する。枚方営業所・車庫は当路線の沿線に移転することとなった（最寄りの停留所は山田池団地）。
「田ノ口」と付く停留所が4つあり、いずれも京阪バスでは「たのくち」と読むが、実際の地名は上記の通り「田口」で読み方も「たぐち」である。
枚方市駅北口では片鉾方面など短距離の系統群は3のりば、それ以外の藤阪ハイツ行き・長尾駅方面行き・樟葉駅方面行き（出入庫系統も含む）の3系統群は2025年3月23日に駅高架下に新設された5のりばから発車。5のりばは日中、この3系統が1時間あたり3本ずつ（長尾駅方面のみ4本）発着しており1日あたりの発車本数が枚方市駅では最も多い。
現在は枚方市駅 - 市立ひらかた病院前間の経路は往復ともに市道禁野枚方線経由で統一されているが、2025年3月22日までは枚方市駅高架下の道路が南口ロータリー → 北口ロータリー方向の一方通行である関係でこの区間は各方面行きと枚方市駅行きで運行ルートが異なっており、各方面行きは駅発車後、かささぎ橋交差点へ迂回し京阪本線の高架をくぐるルートとなっていた。このため各方面行きはかささぎ橋交差点の渋滞の影響を受けやすいという問題があったが、再開発に伴い駅高架下道路が両方向通行可能な公共交通専用道路となり、従来の駅行きルートに統一された。一方で各方面行きの禁野口停留所が廃止、駅行きのみの停車となった。
はじまりは1939年7月15日に運行を開始した陸軍の禁野火薬庫（造兵廠前）への路線（枚方工廠線）。禁野火薬庫があった場所は現在、市立ひらかた病院となっている。戦後の府道沿線の急速な市街地化を受け1959年8月に甲斐田まで、1962年4月には既製服協同組合総合工場（現在の紳士服団地、最寄り停留所は長尾谷町・既製服団地）の建設に伴い長尾まで延伸。1963年5月には新設された枚方市駅北口駅前広場に発着するようになった。

#### 短距離便
主に小松製作所関連施設の集積する外大北側の地域や枚方市立中央図書館の立地する片鉾地区へ向かう系統。
1966年4月に関西外大片鉾キャンパス開校に伴い甲斐田から外大前（現在の片鉾・中央図書館）まで延長し、学生らの輸送を開始。1968年10月には小松団地への路線を開設。
2002年3月8日までは11・12・13号経路および後述の現14号経路は全て「23号経路」として運行されていた。同日までは甲斐田までの区間便があった他、須山町までの区間便が運行されていた時代もある。2008年7月2日の改正で甲斐田周辺の経路が一部変更となり概ね現在の形となっている。
関西外大御殿山キャンパス発着便を除き、枚方市駅北口3のりばから発車。
12号経路が基本系統で、1日数本これを置き換える形で11号経路や13号経路が運行される。
- 11号経路：枚方市駅北口 - 市立ひらかた病院前 - 外大西門 - 小松団地
  - 平日は朝夕それぞれ3往復ずつに加え、学休期を除く日中に枚方市駅行きが1本運行。土休日は朝に小松団地行き1本・枚方市駅行き2本、夕方1往復のみ。
  - 平日ダイヤの関西外国語大学開校日に、市立ひらかた病院前 → 枚方市駅の2区間のみ運行の便が設定されていた時期があった。

- 12号経路：枚方市駅北口 - 市立ひらかた病院前 - 関西外大中宮キャンパス - 須山町 - 甲斐田 - 片鉾・中央図書館 - 北片鉾
  - 昼間18〜24分に1本の頻度で運行される。

- 13号経路：枚方市駅北口 - 市立ひらかた病院前 - 関西外大中宮キャンパス - 須山町 - 甲斐田 - 片鉾・中央図書館 - 小倉町
  - 小倉町への経路は1998年10月12日開設。
  - 朝に平日2往復・土休日1往復運行される。平日の枚方市駅行きのみ、日中にも5本運行されるが、うち3本は学休期運休。

- 17号経路：枚方市駅北口 → 市立ひらかた病院前 → 関西外大中宮キャンパス → 須山町 → 甲斐田 → 片鉾・中央図書館 → 小倉町 → 小松団地 → 外大西門 → 市立ひらかた病院前 → 枚方市駅北口
  - 日中の11・13号経路を統合し置き換える形で2025年3月23日より新設された循環経路[2]。1時間おきに運行される（1日7本）。

- NS経路：枚方市駅北口 - 関西外大中宮キャンパス（構内）
  - 大学の構内まで乗り入れる。現在は全便が構内発着だが、2025年までは府道側の停留所から発車する便も存在した（上記の13号経路に変更）。
  - 学休期を除く平日に運行。試験や大学のイベント時などは臨時便が多数運行される。

- NS経路：枚方市駅[経路 1] - 関西外大御殿山キャンパス
  - 出屋敷線で唯一枚方市駅南口に乗り入れる。
  - 学休期除く平日に駅発が朝2本・駅行きが夕1本の運行。
  - 御殿山キャンパスは恒常的に利用できるバス停の中では市立ひらかた病院前が最寄りとなる。

#### 山田池団地・藤阪ハイツ方面
長尾谷町で20号経路などから分岐し枚方藤阪ハイツへ向かう。1973年5月に長尾谷町三丁目までの区間で運行開始、同年12月に藤阪ハイツまで延長。開設にあたっては住宅開発業者から車両購入資金等の費用負担を受けている。
枚方藤阪ハイツは藤阪西町にある集合住宅地で名前の通り藤阪駅（1979年開業）に近いが、同駅へのバス路線がないことや枚方市駅の利便性の高さもありこの系統を利用する住民も多い。住宅地内には他に京田辺営業所が樟葉長尾線を乗り入れさせている。開設以来2007年までは、藤阪ハイツを発着する路線は枚方営業所が唯一であったが、同年11月10日のダイヤ改正で樟葉駅発着路線の一部が男山営業所管轄（2024年4月1日の改正で撤退）となり、2009年9月1日の改正で前述の京田辺営業所管轄の路線も設定されている。
なお山田池団地発着の14号経路も、時刻表上は同一枠として扱われているため、当記事においてもこの節に記載している。
- 14号経路：枚方市駅北口 - 市立ひらかた病院前 - 関西外大中宮キャンパス - 須山町 - 田ノ口 - 田ノ口中央 - 国道田ノ口 - 出屋敷（山田池公園前） - 山田池団地
  - 出入庫系統。2020年5月30日の改正で一度枚方市駅発の設定を廃止したが、2024年10月6日改正で再設定された。長らく国道田ノ口発着であったが、車庫移転に合わせ発着地を山田池団地まで延長。
  - 枚方市駅行きは平日は朝に2本・夕方1本、土休日は朝に5本運行。
  - 枚方市駅発は平日のみの運行。夜間2本のほか、学休期運休の便として10時台に2本運行されている。

- 18号経路：枚方市駅北口 - 市立ひらかた病院前 - 関西外大中宮キャンパス - 須山町 - 田ノ口 - 田ノ口中央 - 国道田ノ口 - 出屋敷（山田池公園前） - 山田池団地 - 春日山 - 長尾谷町 - 藤阪ハイツ
  - 旧22号経路。2002年3月9日改正以前は、早朝・深夜を除き、快速も存在した（枚方市駅 - 田ノ口間無停車）。
  - 2021年3月13日改正から2024年10月6日改正まで、平日最終便は深夜バスとして運行されていた。

#### 長尾駅方面
上述の通り系統のほぼ全体で府道144号を辿り、枚方市内の主要バスターミナルである枚方市駅と長尾駅を結ぶ幹線系統で、20号経路を中心に運行されている。派生系統として一部は長尾駅以遠への延長運行もされているが、大阪工業大学枚方キャンパス・枚方家具団地方面への輸送は樟葉駅から北山線が多数乗り入れているためこの路線での設定本数は多くはなく、長尾台三丁目への延長便は日中のみである。
2018年4月1日に廃止されるまでは長尾駅から松井山手駅まで延長された26号経路も存在した。
枚方市駅 - 長尾駅またはそれ以遠の系統は昼間は1時間サイクルで基本的に20号経路→25号経路→20号経路→27号経路または29号経路のパターンで運行される。両駅間は日中1時間に4本で、枚方管内でも最も運行本数の多い系統群である。
枚方市駅 - 摂南大学枚方キャンパス系統については、概ね午前中は枚方市駅発が大阪工大経由の29号経路・枚方市駅行きが家具団地経由の27号経路、午後以降は枚方市駅発が27号経路・枚方市駅行きが29号経路という形で運行されている。摂南大発着便は2002年までは全て「24号経路」を名乗っていた。
枚方市駅北口 - 田ノ口中央の各停留所から長尾元町七丁目以遠は2区運賃（大人280円・小児140円）となる。
長尾駅では枚方市駅行き・山田池団地行きは2のりば、摂南大学枚方キャンパス行きは1のりばに着発。
- 20号経路：枚方市駅北口 - 市立ひらかた病院前 - 関西外大中宮キャンパス - 須山町 - 田ノ口 - 田ノ口中央 - 国道田ノ口 - 出屋敷（山田池公園前） - 山田池団地 - 春日山 - 長尾谷町 - 既製服団地 - 長尾口 - 長尾駅
  - 2002年以前は廃止された19号経路[注 6]や26号経路とともに「21号経路」を名乗っていた。
  - かつては長尾駅から先、津田方面へ向かい枚方市駅南口に発着する循環系統も運行されていた。また2010年9月までは長尾駅行きのみ関西医大枚方病院発が存在した。

- 25号経路：枚方市駅北口 - 市立ひらかた病院前 - 関西外大中宮キャンパス - 須山町 - 田ノ口 - 田ノ口中央 - 国道田ノ口 - 出屋敷（山田池公園前） - 山田池団地 - 春日山 - 長尾谷町 - 既製服団地 - 長尾口 - 長尾駅 - 長尾台三丁目
  - この系統のみ、2002年以前から経路番号が変更されていない。
  - 朝方から夕ラッシュ手前まで、概ね1時間に1本運行されている。
  - 枚方市駅から長尾台三丁目までは南口から枚方尊延寺線65号経路も運行されており、本数・所要時間共に同経路の方が優れている。
  - 長尾台三丁目行きは長尾駅では3のりばに着発。

- 27号経路：枚方市駅北口 - 市立ひらかた病院前 - 関西外大中宮キャンパス - 須山町 - 田ノ口 - 田ノ口中央 - 国道田ノ口 - 出屋敷（山田池公園前） - 山田池団地 - 春日山 - 長尾谷町 - 既製服団地 - 長尾口 - 長尾駅 - ぽえむ南橋 - ポエムノール北山 - 北山中央 - 家具団地 - 家具町二丁目 - 峠 - 家具町一丁目 - 摂南大学枚方キャンパス

- 29号経路：枚方市駅北口 - 市立ひらかた病院前 - 関西外大中宮キャンパス - 須山町 - 田ノ口 - 田ノ口中央 - 国道田ノ口 - 出屋敷（山田池公園前） - 山田池団地 - 春日山 - 長尾谷町 - 既製服団地 - 長尾口 - 長尾駅 - ぽえむ南橋 - ポエムノール北山 - 北山中央 - 大阪工大 - 家具町一丁目 - 摂南大学枚方キャンパス

以下、長尾駅発着で枚方市駅には乗り入れない系統。20号経路等を補完する役割の系統も多く、本数はいずれも僅少である。
- 21号経路：山田池団地 - 長尾谷町 - 既製服団地 - 長尾口 - 長尾駅
  - 出入庫系統。長尾駅行きは平日朝3本、山田池団地行きは土休日夜間1本運行されるのみ。前者は車庫出入口付近ののりばを使用する唯一の系統でもある。
  - 2010年3月12日までは出屋敷、2025年3月22日までは田ノ口発着[2]。

- 28号経路：長尾駅 → ぽえむ南橋 → ポエムノール北山 → 北山中央 → 家具団地 → 家具町二丁目 → 峠 → 家具町一丁目 → 摂南大学枚方キャンパス
  - 27号経路の区間便で、夜間のみ運行（平日1本・土休日2本）。

- 37号経路：長尾駅 - ぽえむ南橋 - ポエムノール北山 - 北山中央 - 大阪工大 - 家具町一丁目 - 摂南大学枚方キャンパス
  - 29号経路の区間便に相当。長尾駅発は平日朝2本、長尾駅行きは平日夜間1本・土休日の夕方以降に3本の運行。

- NS経路：長尾駅 - 北山中央 - 摂南大学枚方キャンパス
  - 途中、北山中央のみに停車する。大阪工業大学の最寄りの停留所の1つである。
  - 8時台から長尾駅発は16時台・長尾駅行きは18時台まで1時間に最低1本は運行されているものの、大半が北山中央発着で摂南大学枚方キャンパス発着は朝方から夕ラッシュ前にかけて合計4往復設定されているのみ。ただし土休日と学休期は北山中央発着も含め全て運休する。
  - 2007年11月10日から2018年3月31日までは男山営業所の担当。

#### 樟葉方面およびスポーツセンター発着
招提地区から枚方市・樟葉両駅への系統で、39号経路を中心に運行される。
1985年4月22日に府道18号枚方交野寝屋川線の招提南町2丁目から国道1号の築造工事が完了し全線開通。これを受け、1986年2月より運行開始。
運行距離の長さや、それに対して長距離利用者が多くないことなどから日中でも出入庫系統が運行され、一部の39号経路を置き換えている。当該時間帯においては各系統が相互補完の関係となり、一例として日中に枚方市駅から39号経路の代わりに15号経路が運行される際は樟葉駅行きの88号経路または96号経路を合わせて運行することで田ノ口以遠をカバーする。
樟葉駅では3Bのりばから発車。
枚方市駅北口 - 田ノ口中央間および総合スポーツセンターから南船橋以北は2区運賃である。
枚方市駅 - 養父ヶ丘・樟葉駅の系統は、田ノ口中央で出屋敷線の他系統と分岐したのち、京阪本線の1〜2kmほど東側を北上する。
- 15号経路：枚方市駅北口 - 市立ひらかた病院前 - 関西外大中宮キャンパス - 須山町 - 総合スポーツセンター
  - 下記96号経路と共に枚方市立総合スポーツセンターへの唯一の公共交通機関でのアクセス路線だが、すぐ近くには旧枚方車庫も所在し、実質的には単なる出入庫系統に近い扱いとなっている。ただし早朝や夜間には設定されず、専ら日中時間帯前後に運行される。また車庫が移転された2025年以降も運行され、同時にそれまで国道田ノ口にて他系統より分岐しスポーツセンターへ向かっていた経路を須山町・須山東での分岐に変更[2]。
  - 枚方市駅発は8・12時台に（土休日は10時台も）、枚方市駅行きは12・14・17時台に各1本ずつの設定。
  - 旧23B号経路。

- 39号経路：枚方市駅北口 - 市立ひらかた病院前 - 関西外大中宮キャンパス - 須山町 - 田ノ口 - 田ノ口中央 - 田ノ口団地 - 招提口 - 養父ヶ丘 - 関西記念病院前 - 船橋 - 樟葉駅
  - 基本経路。枚方市・樟葉の両駅に乗り入れるバス路線はこの系統のみ。
  - 旧28号経路。この系統も関西医大枚方病院発着が存在した（病院行きは39A）。

- 40号経路：枚方市駅北口 - 市立ひらかた病院前 - 関西外大中宮キャンパス - 須山町 - 田ノ口 - 田ノ口中央 - 田ノ口団地 - 招提口 - 養父ヶ丘
  - 養父ヶ丘行きは午後以降に平日3本・土休日4本運行される。養父ヶ丘始発は朝のみで、平日6本・土休日2本運行。
  - 旧28A号経路。

- 88号経路：田ノ口 - 田ノ口中央 - 田ノ口団地 - 招提口 - 養父ヶ丘 - 関西記念病院前 - 船橋 - 樟葉駅
  - 樟葉駅行きは6時台から平日は7時台・土休日は10時台まで合計5本。田ノ口行きは14時台以降に平日6本・土休日4本の設定。
  - 96号経路とともに、2002年以前は28B号経路として運行。
  - 2025年3月22日までは田ノ口団地発着[2]。

- 96号経路：総合スポーツセンター - 田ノ口 - 田ノ口中央 - 田ノ口団地 - 招提口 - 養父ヶ丘 - 関西記念病院前 - 船橋 - 樟葉駅
  - 樟葉駅発は朝方から正午頃にかけて2本、樟葉駅行きは12・16時台に（土休日は14時台にも）1本ずつ運行。枚方市駅からの15・40号経路の補完として設定されている。
  - 2025年3月22日までは田ノ口団地からスポーツセンターへ直行していた。15号経路の経路変更とも合わせ、総合スポーツセンター停留所ではのりばとおりばを入れ替えている[2]。

### 枚方尊延寺線
枚方市駅から津田駅や学研都市線の東側に位置する杉・尊延寺・穂谷といった枚方市南東部の集落地域へ向かう路線。メインとなる枚方市駅 - 津田地区では出屋敷線のやや南側の市域を横断し、池之宮・春日野・野村といった地域を経る。
78号経路が末端部で京田辺市内に乗り入れるが、他はいずれも枚方市内完結の系統群で、出屋敷線同様市の広範囲（主に中部から南東部にかけてのエリア）をカバーする主要路線。ただし運行本数はあちらには大きく劣り、枚方市駅南口1のりばに停車する津田駅方面行き・長尾駅行き・長尾台三丁目行きの3系統の運行本数はいずれも平日昼間帯30分に1本程度。土休日の昼間は64・65号経路のそれぞれ1時間あたり1本が62号経路に置き換えられており、津田西町 - 長尾駅・長尾台三丁目は1時間に1本となっている。とはいえ枚方市駅から津田西町までは早朝・夜間を除き10分に1本は運行されており、利用者の多い区間では十分な運行本数が確保されている。
他に星ヶ丘医療センターへ向かう短距離系統もある。この系統のみ枚方市駅南口4のりばから発車。
路線単位では京田辺営業所との共管だが担当経路は全て異なり、こちらが枚方市駅・津田駅を発着する経路を担当しているのに対して京田辺は近鉄新田辺や長尾駅を発着する系統を担当している。なお75・79・80・81号経路なども過去には当営業所が管轄していたほか、現在当営業所が担当している系統の多くを京田辺と共同で運行していた時期もあった。さらに1992年までは枚方市駅 - 新田辺間を直通する長距離系統も存在した。京田辺管轄分についてはこちら。

#### 長尾駅発着
日中は全て枚方公済病院を経由する63号経路、朝夕は全て枚方公済病院を経由しない64号経路の運行。
行先表示機では枚方公済病院経由の有無の区別はなされず、「長尾駅」「枚方市駅」のみ表示される。
出屋敷線の20号経路などとは枚方市駅 - 長尾駅間で競合するが、枚方公済病院を経由しない64号経路と比較しても出屋敷線の方が所要時間は短く、運行本数も大きな差がある。
長尾駅では3のりばから発車。
- 63号経路：枚方市駅南口 - 宮之阪 - 中宮 - 国道池ノ宮 - 西池ノ宮 - 四辻 - 野村 - 津田西町 - 津田中学校前 - 藤阪駅 - 枚方公済病院 - 藤阪中町 - 長尾口 - 長尾駅
  - 枚方公済病院への分岐ルートに入ってすぐの所に、往路のみが使用する藤阪中町の降車専用の標柱が設定されている。枚方公済病院発車後、正規ののりばで改めて乗降扱いを行う。
  - 2002年4月15日より、一部の64号経路を置き換える形で運行開始。2008年3月31日まで、枚方公済病院は「京阪奈病院」という停留所名であった。

- 64号経路：枚方市駅南口 - 宮之阪 - 中宮 - 国道池ノ宮 - 西池ノ宮 - 四辻 - 野村 - 津田西町 - 津田中学校前 - 藤阪駅 - 藤阪中町 - 長尾口 - 長尾駅
  - 2002年以前は11号経路として運行。
  - 11号経路時代は快速も存在した（津田中学校前から枚方市駅まで無停車）。

#### 津田方面
枚方尊延寺線の基幹系統。
津田駅経由穂谷行きの72号経路を中心に運行される。朝夕は津田駅発着の62号経路の本数が多い。
現行の系統は76号経路を除き全て2002年3月の改正以前は「12号経路」を名乗っていた。
かつて穂谷に関西外大学研都市キャンパスが立地していたため、1984年4月から2018年3月まで学内に乗り入れる系統も存在した。枚方市駅 → 穂谷外大（津田駅通過）の68号経路、津田駅 - 穂谷外大の69号経路、70・72・76号経路の穂谷外大立ち寄り便である71・73・77号経路が該当する。2014年4月1日の改正まで学内の停留所は「穂谷外大」と名乗っていたが同改正で「関西外大学研都市キャンパス」に改称、合わせて68・69・77号経路は廃止となった。残った71号経路および同日付けで新設された73号経路も2018年の学研都市キャンパス閉鎖に伴い廃止された。
70・71号経路には2010年まで関西医大枚方病院発着も存在した（病院行きは70A・71A号経路）。
運賃は枚方市駅南口 - 西池ノ宮間各停留所から杉 - 宗谷間各停留所および池ノ宮 - 上渡場橋間各停留所から天王で「2区」大人280円・小児140円、枚方市駅南口 - 西池ノ宮間各停留所から天王で「3区」大人310円・小児160円。
津田駅では枚方市駅行きが2のりば、穂谷方面行きが3のりばからの発車。
- 62号経路：枚方市駅南口 - 宮之阪 - 中宮 - 国道池ノ宮 - 西池ノ宮 - 四辻 - 野村 - 津田西町 - 津田駅
  - 朝夕や土休日昼間の他、平日昼間でも一部時間帯で72号経路ほかのサイクルに追加で設定される。

- 70号経路：枚方市駅南口 - 宮之阪 - 中宮 - 国道池ノ宮 - 西池ノ宮 - 四辻 - 野村 - 津田西町 - 津田中学校前 - 津田病院前 - 杉山手 - 榁谷橋 - 尊延寺 - 穂谷口 - 穂谷
  - 津田駅には乗り入れない系統で、朝夕のみの運行。土休日は枚方市駅発の2本のみ。
  - 2024年まで、平日の最終便は運賃倍額の深夜バスとして運行されていた。

- 72号経路：枚方市駅南口 - 宮之阪 - 中宮 - 国道池ノ宮 - 西池ノ宮 - 四辻 - 野村 - 津田西町 - 津田駅 - 津田西町 - 津田中学校前 - 津田病院前 - 杉山手 - 榁谷橋 - 尊延寺 - 穂谷口 - 穂谷

- 76号経路：津田駅 - 津田西町 - 津田中学校前 - 津田病院前 - 杉山手 - 榁谷橋 - 尊延寺 - 穂谷口 - 穂谷
  - 開設当初は交野南部線として交野営業所が運行。
  - 2018年4月1日改正で一度廃止されたが、2022年12月17日より再度設定。
  - 平日のみ津田駅行き3本、穂谷行き4本の運行。

- 78号経路：枚方市駅南口 - 宮之阪 - 中宮 - 国道池ノ宮 - 西池ノ宮 - 四辻 - 野村 - 津田西町 - 津田中学校前 - 津田病院前 - 杉山手 - 榁谷橋 - 尊延寺 - 穂谷口 - 穂谷 - 穂谷口 - 天王
  - 枚方市駅を発車する全ての路線中最長の系統である。朝夕の数本のみ運行。
  - 2018年までは津田駅を通過していた（12号経路時代にも津田駅を経由していた時期があった）。

#### 長尾台三丁目発着
枚方市駅から国道池ノ宮経由で長尾台三丁目を結ぶ系統で、前述の通り長尾駅経由の出屋敷線25号経路より所要時間・本数共に優れ、昼間は30分に1本の運行。
終着の長尾台三丁目は旧大阪国際大学枚方キャンパスの最寄り停留所で停留所名も「大阪国際大学」であった。長尾駅から徒歩圏内の地域ではあるが、地元からの要望もあり1988年4月に25号経路とともに開設。当時は「15号経路」と称していた。
同キャンパスは全学部を守口キャンパスに統合する形で2016年に閉鎖されており、その9年後の2025年より現停留所名に改称。
2014年から2018年までは、大阪国際大学 - 長尾駅間を延長した66号経路も運行されていた。
- 65号経路：枚方市駅南口 - 宮之阪 - 中宮 - 国道池ノ宮 - 西池ノ宮 - 四辻 - 野村 - 津田西町 - 津田中学校前 - 津田病院前 - 杉山手 - 長尾台三丁目

#### 星ヶ丘医療センター行き
枚方市駅から地域医療機能推進機構星ヶ丘医療センターへのアクセスを担う短距離系統。枚方尊延寺線の他系統とは中宮で分岐し2つ先で終着となる。
2002年以前は13号経路。当時は星ヶ丘病院に立ち寄らずに星ヶ丘へ向かうもの・星ヶ丘病院経由で星ヶ丘へ向かうもの・星ヶ丘病院発着の3種類があった。星ヶ丘停留所は2001年8月31日廃止。
- 61号経路：枚方市駅南口 - 宮之阪 - 中宮 - 星ヶ丘医療センター
  - 土休日は昼間時間帯6往復のみの運行だが、運転間隔が一定で1時間おきと3時間おきを交互に3回繰り返す。一方、平日は土休日の倍程度の運行本数があるが、間隔が一定していない。

### 招提線
路線末端部の摂南大学や大阪工業大学の他、関西医科大学牧野キャンパスや大阪歯科大学牧野学舎前も経由するなど学生輸送路線としての性格が強いが、後者2校は牧野駅から近いこともあって平日朝ラッシュ時等にも本数はほとんど増えず、終日1時間に1〜2本程度の運行となっている。
日中は平日40分・土休日60分間隔で38号経路が、朝夕は牧野駅発着の85号経路を運行。2024年10月までは朝夕も大半は38号経路が運行されていたが、日中を除き全て85号経路に置き換えられた。
当営業所所属の中型車は、原則当路線でのみ使用される。原則中型車（長尺含む）のみが運用入りしていた時期もあったが、現在は大型車も数多く運用入りしている。
家具団地停留所付近は家具町一丁目方面行きのみ北山線と経路および同停留所ののりばが異なる（出屋敷線は当路線と同じ）。
枚方市駅北口・磯島・御殿山 - ぽえむ南橋以北の区間の運賃は「2区」大人280円・小児140円となる。
なお、男山営業所にも「招提線」という路線が運行されているが（参照）、2022年12月17日改正で84号経路が京阪牧野駅前への乗り入れを廃止した以降は重複する停留所が1つもなく、歯科大学前 - 坂住宅前間で84号経路の宇山東町 - 牧野本町間と交差するのみ。2018年まではこれも枚方営業所が管轄しており、84号経路は男山移管時と移管後に経路変更を2度実施している。
京阪牧野駅前では1のりばから38号経路の枚方市駅行きが、2のりばから摂南大学行きが発車。
- 38号経路：枚方市駅北口 - 御殿山 - 京阪牧野駅前 - 歯科大学前 - 関西医大前 - 招提口 - 招提 - 国道招提 - ぽえむ南橋 - ポエムノール北山 - 北山中央 - 家具団地 - 家具町二丁目 - 峠 - 家具町一丁目 - 摂南大学枚方キャンパス
  - 1994年7月10日に37号経路として運行開始。開設当初は枚方市駅 → 北山大阪工大グランド、家具団地 → 枚方市駅と往路と復路で発着地が異なっていたが、のちに摂南大学薬学部（現・摂南大学枚方キャンパス）へ延伸し発着地も統一された。
  - 枚方市駅北口では3のりばからの発車。

- 85号経路：京阪牧野駅前 - 歯科大学前 - 関西医大前 - 招提口 - 招提 - 国道招提 - ぽえむ南橋 - ポエムノール北山 - 北山中央 - 家具団地 - 家具町二丁目 - 峠 - 家具町一丁目 - 摂南大学枚方キャンパス
  - 2002年の開設当初は摂南大学薬学部を起終点とする循環路線であった。85号経路は右回りとなっており、摂南大 → 牧野駅間は現行と同一経路で、以降は牧野高校前 → 招提北町を経て国道招提・摂南大方面へ戻っていた。逆回りにあたる左回り循環は86号経路と称していた。変則経路として招提北町始発の招提口経由牧野駅行きも85号経路となっていた。2007年11月10日改正で摂南大 → 牧野駅間を除き廃止となった。
  - 2024年10月改正では85号経路の牧野駅発も設定されることとなったが、循環経路で運行されていた当時は牧野駅 → 招提口 → 国道招提方面は86号経路であったため、85号経路として同区間の摂南大学行きを運行するのは同改正が初めてである。

### 空港路線
- 関西空港リムジンバス枚方・寝屋川系統（関西空港交通と共同運行）
  - 京阪くずは - 枚方市 - 寝屋川市駅 - 関西空港第1ターミナル - 関西空港第2ターミナル
    - 2024年より運休中（それ以前より京阪くずはは休止している）。

  - 枚方市 → 寝屋川市駅 → 関西空港第2ターミナル → 関西空港第1ターミナル

### シャトルバス
- 京都競馬場線（山科/男山/高槻/交野と共管）

### 特定バス
- クボタ製造所送迎（枚方市駅南口発着）

## 過去の主な担当路線
1978年の交野営業所開設までは寝屋川団地線、星田線なども管轄していた（開設当初、当営業所が担当していた津田サイエンスヒルズ線も現在は交野が担当している）。
樟葉八幡線は京阪宇治交通との共同運行で設定され、合併時の暫定措置で当営業所との共管となった後、2007年11月10日改正で男山に、樟葉長尾線は当営業所との共管を経て2022年に京田辺へ移管。それぞれ該当項目参照。この他にも、1969年5月10日の改正で、同日に廃止された淀営業所より、八幡志水線と八幡田辺線を移管したが、前者は2007年11月10日改定で男山に再移管後、2025年に廃止され、後者もわずか5ヶ月半後に一度京阪宇治交通へ路線を譲渡した（2006年4月1日の京阪宇治交通と京阪バスとの合併で、同路線は京阪バスに復帰したが、管轄は男山と京田辺との共管となっている）。

### 臨時
- 臨時経路：樟葉駅/枚方市駅 - 藤阪
  - 王仁公園前。王仁公園プール臨時便として夏休みに運行。

### 空港路線

#### 大阪空港リムジンバス枚方津田大阪空港線
阪急観光バスとの共同運行。
- 津田駅 - 高速京田辺 - 名神高槻 - 大阪空港
  - 2019年10月1日開設。
  - 2020年4月15日より運休。
  - 2024年1月1日廃止[3]。2020年4月14日が事実上の最終運行日となり、2019年10月1日から2020年4月14日までの約6か月間しか運行されなかった。

#### 関西空港リムジンバス天満橋系統
関西空港交通・大阪シティバスとの共同運行。
- 天満橋駅 - 大阪ビジネスパーク - 大阪城公園駅 - 関西空港第1ターミナル - 関西空港第2ターミナル
- 2020年4月1日に守口系統を再編する形で開設し大阪シティバス及び関西空港交通と共同運行。
- 2021年2月1日より運休。
- 2022年4月1日に守口市駅 - 天満橋駅間を廃止[4]。
- 2024年6月18日に天満橋駅 - 関西空港 の全区間廃止したことを同社ホームページで明らかにした[5][注 17]。

### 高速路線
- あわひらかた号(徳島バスと共同運行。2016年4月1日廃止)
- 東京ミッドナイトエクスプレス京都号（関東バスと共同運行。2022年6月1日より京阪バスは運行撤退）
  - 路線自体は存続

### その他
- 臨時経路：樟葉駅 - 円福寺
  - 同上。合併翌年の2007年4月運行分より男山と共管したが共管はこの時限り。
- 枚方市の福祉輸送
  - 2006年に男山と共管となり、その後男山単独に移管。
- NS経路（八幡山崎線）：石清水八幡宮駅 - 阪急大山崎 - JR山崎
  - 毎年1月1日 - 1月3日のみ運行していた。2023年に男山に移管後、2024年1月1日廃止[6]。

## 車両

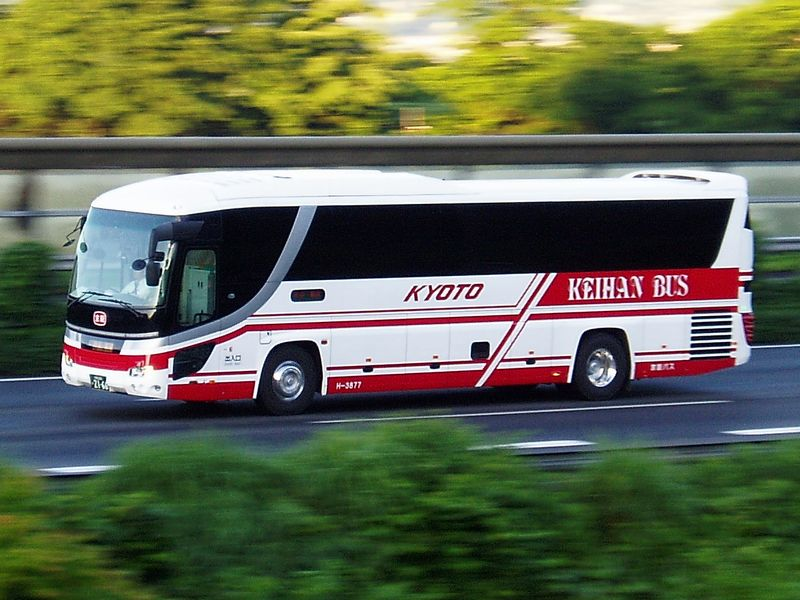
枚方車庫所属の東京ミッドナイトエクスプレス京都号

かつては三菱ふそう車と日野車がほぼ同数の配備でありいすゞ車は若干数程度であったが、近年の新車はもっぱらいすゞ車であり、ふそう車については新製投入されていない。
中形（長尺）車は、一時期京阪シティバスに運行管理されている路線を担当していた（一部大型車も担当していたこともあった）。現在、中型（長尺）車は上述の通り招提線ほぼ専属となっているが、大型車に置き換えられる形で徐々に数を減らしている。
京阪バスでは唯一、圧縮天然ガス(CNG)を燃料とする低公害車であるノンステップバスを導入していた。これには枚方市の補助金も出ていた（この他、過去の低公害車には香里団地営業所と交野営業所において、HIMR（日野自動車）バスがそれぞれ1台試験的に導入されていた時期もあった）。しかし、2013年12月までに置き換えられてCNG車は全車廃車となった。
夜行高速車両も所属している。

## 他の営業所との重複区間
- 高槻営業所（枚方市西部等を管轄）：枚方市駅界隈。
- 交野営業所（枚方市南部と東部の一部を管轄）：枚方市駅、津田駅界隈。
- 男山営業所（枚方市北部と東部の一部を管轄）：樟葉駅、家具団地界隈。
- 京田辺営業所（枚方市東部の大半を管轄。樟葉地区路線の一部が枚方市内に乗り入れ）：樟葉駅、長尾駅、穂谷、藤阪ハイツ界隈。

## 藤阪営業所の計画（消滅）
1990年代初頭より、枚方市の片町線沿線の藤阪東部地区に藤阪営業所を設置し、藤阪営業所に枚方営業所から枚方東部地区と京田辺市の一部の路線を移管する計画があった。
しかし、2006年4月1日に京阪宇治交通を合併し、男山営業所と京田辺営業所が自社の管理下となってからは計画が変更され、2008年5月10日の京田辺営業所の枚方市境付近への移転により、藤阪営業所よりやや遠方（東寄り）となるものの、新営業所を設置せずとも京田辺営業所の移管で代替する計画に変更したことから、藤阪営業所の計画は中止となった。このため、枚方東部地区の路線のうち、主に津田駅以東の路線は2009年11月より同停留所以西（枚方市駅）に直通の一部の便を含む大半の便が京田辺営業所に移管され、その後2010年9月には樟葉長尾線の大半も京田辺営業所に移管して対処している。なお、この内津田駅以東の路線の一つである津田サイエンスヒルズ線（この路線は2009年11月改正以前は枚方営業所が管轄）を2013年3月より交野市域に延長した際には、一部の便を交野営業所が管轄するようになったため、この時点で同線に限り京田辺と交野との共管となっていたが、津田サイエンスヒルズ線は2018年4月1日より全便が交野営業所が管轄し、枚方尊延寺線も長尾駅および松井山手駅発着系統を除き枚方営業所の管轄に戻すこととなったため、一般路線バスは交野市および枚方市の杉山手以西から撤退しているが、樟葉長尾線の管轄は継続している。